# 聖何塞拉阿拉達
聖何塞拉阿拉達（西班牙語：San José la Arada），是危地馬拉的城鎮，位於該國東部，由奇基穆拉省負責管轄，面積160平方公里，海拔高度497米，2002年人口7,505，人口密度每平方公里46.91人。
14°43′N 89°35′W / 14.717°N 89.583°W